# Colum McCann
Colum McCann, irski pisatelj, * 1965, Dublin
Colum McCann se je rodil 1965 v Dublinu in tam tudi odrasel. Izobraževal se je na Rathmines College of Commerce, nato pa leta 1986 zapustil Irsko in dve leti s kolesom potoval po Ameriki. Med tem časom se je preživljal z najrazličnejšimi priložnostnimi deli, nato pa začel delati kot novinar. 
Po mnogih letih novinarskega dela na Irskem (Herald, Evening Press, Connaught Telegraph) in v Ameriki (United Press International, The New Yorker, The New York Times Magazine, Atlantic Monthly, GQ) se je ustalil v New Yorku, kjer z ženo in otrokom živi tudi danes. 
Colum McCann velja za enega najbolj nadarjenih piscev svoje generacije na Irskem. Za svoja dela je prejel več nagrad na Irskem in Veliki Britaniji.

## Dela
- Fishing the Sloe-Black River (1994)
- Songdogs (1995)
- This Side of Brightness (1998)
- Everything In This Country Must (2000)
- Dancer (2003)
- Zoli (2006)
- Let the Great World Spin (2009)
- Transatlantic (pred izidom, 2013)

## Prevedeno v slovenščino
- Plesalec (2004), Založba Sanje
- Zoli (2007), Založba Sanje
- Naj se širni svet vrti (2010), Založba Sanje

## Nagrade za literaturo
- Rooney Prize for Irish Literature (1991)
- Hennessey Irish Literary Award (1990)
- Guardian Fiction Prize
- Grace Kelly Memorial Foundation Award
- Irish Arts Council Bursary
- Princess Grace Memorial Literary Award (2002)